# Tyler Honeycutt
Tyler Deon Honeycutt (Los Angeles 15 de julho de 1990 - Los Angeles, 7 de julho de 2018) foi um basquetebolista profissional estadunidense  que jogava pelo Khimki disputando a Liga VTB e a Euroliga. Na NCAA Basquetebol atuou pela UCLA sendo que na temporada 2011 foi escolhido para o Primeiro Time da All-Pac 10 e na mesma temporada foi o novato do ano. No Draft da NBA de 2011 foi escolhido pelo Sacramento Kings na 35ª escolha.

## Morte
Seu corpo foi encontrado pela polícia em 7 de julho de 2018, em Los Angeles, a causa da morte não foi anunciada.